# كوليد
كوليد (Collide) هي أغنية من تأدية المغنية البريطانية ليونا لويس ومن تلحين الدي جي السويدي أفيتشي.

## المراكز
| التصنيف (2011)                                  | المركز |
| ----------------------------------------------- | ------ |
| Austria (أو3 النمسا توب 40)                     | 29     |
| Belgium (Dance) (أولتراتوب)                     | 6      |
| Belgium (Singles) (أولتراتوب)                   | 13     |
| Ireland (IRMA)                                  | 3      |
| Slovakia (Rádio Top 100 Oficiálna)              | 89     |
| UK تصنيف المملكة المتحدة للأغاني المنفردة (OCC) | 4      |
| US أغاني أندية الرقص (بيلبورد (مجلة))           | 1      |